# Военный связист
«Военный связист» — советский военно-технический журнал войск связи, выпускавшийся с 1942 по 1960 годы и освещавший вопросы совершенствования военных систем коммуникации, практики и теории обеспечения управления войсками в различных видах боевых столкновений, методологии воспитания и подготовки военных связистов и т. п. Помимо этого в нём публиковались материалы, знакомящие читателей с зарубежными тенденциями в развитии военных средств сообщения, а в годы Великой Отечественной войны на его страницах шло обсуждение и обобщение накопленного боевого опыта.
Изначально журнал «Военный связист» с 1942 по 1946 год издавался под названием «Связь Красной Армии», затем в 1946 году был переименован, а в 1960 году — объединён с журналом «Военный вестник».